# Кубок Меланезии по футболу
Кубок Меланезии (англ. Melanesia Cup) — футбольный чемпионат для стран Меланезии, также выполнял функции зонального отборочного турнира (как и Кубок Полинезии) Кубка наций ОФК и одного из этапов зонального отборочного турнира Чемпионата мира по футболу. Последний кубок был сыгран в 2000 году, хотя существуют планы возрождения этого турнира. По регламенту турнира все команды встречались друг с другом один раз в месте проведения чемпионата.
В 2008 году был создан Кубок Ванток, разыгрываемый между тремя странами —  Папуа — Новая Гвинея,  Соломоновы Острова и  Вануату. ОФК назвала его «турниром, напоминающим о ныне не действующем Кубке Меланезии».

## Участники
- Фиджи
- Вануату
- Соломоновы Острова
- Новая Каледония
- Папуа — Новая Гвинея

## Победители
| 5 | Фиджи                | 1988, 1989, 1992, 1998, 2000 |
| 1 | Вануату              | 1990                         |
| 1 | Соломоновы Острова   | 1994                         |
| 1 | Папуа — Новая Гвинея | 1996                         |

## Результаты
| Год        | Хозяева              | Победитель           | 2 место            | 3 место              | 4 место              |
| ---------- | -------------------- | -------------------- | ------------------ | -------------------- | -------------------- |
| 1988 Обзор | Соломоновы Острова   | Фиджи                | Соломоновы Острова | Новая Каледония      | Вануату              |
| 1989 Обзор | Фиджи                | Фиджи                | Новая Каледония    | Соломоновы Острова   | Папуа — Новая Гвинея |
| 1990 Обзор | Вануату              | Вануату              | Новая Каледония    | Фиджи                | Соломоновы Острова   |
| 1992 Обзор | Вануату              | Фиджи                | Новая Каледония    | Соломоновы Острова   | Вануату              |
| 1994 Обзор | Соломоновы Острова   | Соломоновы Острова   | Фиджи              | Папуа — Новая Гвинея | Новая Каледония      |
| 1996 Обзор | Папуа — Новая Гвинея | Папуа — Новая Гвинея | Соломоновы Острова | Вануату              |                      |
| 1998 Обзор | Вануату              | Фиджи                | Вануату            | Соломоновы Острова   | Папуа — Новая Гвинея |
| 2000 Обзор | Фиджи                | Фиджи                | Соломоновы Острова | Вануату              | Новая Каледония      |